# Damian Zieliński
Damian Zieliński (Szczecin, 2 de diciembre de 1981) es un deportista polaco que compite en ciclismo en la modalidad de pista, especialista en las pruebas de velocidad.
Ganó seis medallas en el Campeonato Europeo de Ciclismo en Pista entre los años 2004 y 2015.
Participó en tres Juegos Olímpicos de Verano, en Atenas 2004 quedó en el séptimo lugar en velocidad individual y el noveno en velocidad por equipos, en Londres 2012 fue décimo en velocidad por equipos y en Río de Janeiro 2016 fue sexto en keirin y séptimo en velocidad por equipos.

## Medallero internacional
| Campeonato Europeo | Campeonato Europeo        | Campeonato Europeo | Campeonato Europeo    |
| Año                | Lugar                     | Medalla            | Competición           |
| ------------------ | ------------------------- | ------------------ | --------------------- |
| 2004               | Valencia ( España)        | Medalla de oro     | Ómnium esprint        |
| 2006               | Ballerup ( Dinamarca)     | Medalla de plata   | Ómnium esprint        |
| 2011               | Apeldoorn ( Países Bajos) | Medalla de bronce  | Velocidad por equipos |
| 2012               | Panevėžys ( Lituania)     | Medalla de plata   | Velocidad por equipos |
| 2014               | Baie-Mahault ( Francia)   | Medalla de plata   | Velocidad individual  |
| 2015               | Grenchen ( Suiza)         | Medalla de bronce  | Velocidad individual  |

1. 1 2  Campeonato Europeo realizado sólo para la disciplina de ómnium.
2. 1 2  Variedad de ómnium que incluía cuatro pruebas de esprint: 200 m vuelta lanzada, keirin, eliminación y velocidad individual.